# Smoke (TV-serie)
Smoke är en amerikansk kriminaldramaserie som hade premiär på Apple TV+ den 27 juni 2025. Serien är skapad av Dennis Lehane.

## Handling
En detektiv och en brandutredare följer spåren efter två seriemarodörer.

## Rollista (i urval)
- Taron Egerton - Dave Gudsen
- Jurnee Smollett - Michell Calderon
- John Leguizamo - Esposito
- Rafe Spall - Steven Burk
- Greg Kinnear - Harvey Englehart
- Ntare Mwine - Freddy Fasano
- Hannah Emily Anderson - Ashley Gudsen
- Anna Chlumsky
- Adina Porter - Brenda Cephus
- Dakota Daulby - Lee
- Michael Buie - Gerard